# Justine Henin
Justine Henin (anhörenⓘ; * 1. Juni 1982 in Lüttich) ist eine ehemalige belgische Tennisspielerin.
Ihre größten sportlichen Erfolge waren der Gewinn von sieben Grand-Slam-Titeln, der Goldmedaille bei den Olympischen Spielen von Athen sowie Siege bei den WTA Tour Championships 2006 und 2007. Als sechste Spielerin in der Geschichte des Profitennis führte Henin insgesamt über einhundert Wochen die WTA-Weltrangliste an, in den Jahren 2003, 2006 und 2007 jeweils auch zum Saisonende. Im Mai 2008, als sie ihren sofortigen Rücktritt bekanntgab, trat sie als aktuelle Nummer eins der Weltrangliste zurück. Anfang 2010 kehrte sie nochmals auf die Tour zurück, doch im Januar 2011 beendete sie aus gesundheitlichen Gründen endgültig ihre Karriere.
Henin wurde von vielen Tennisexperten als eine der komplettesten Spielerinnen auf der Tour angesehen. Ihr Markenzeichen und Paradeschlag, die einhändig gespielte Rückhand, wurde von John McEnroe als “the prettiest shot in all of tennis” (deutsch: „der schönste Schlag, den es im Tennis überhaupt gibt“) bezeichnet.

## Leben
Von November 2002 bis Januar 2007 war Justine Henin mit dem belgischen Tennislehrer Pierre-Yves Hardenne verheiratet, sie trug während dieser Zeit den Namen Henin-Hardenne. Die Wallonin ist Gründerin einer Stiftung zugunsten krebskranker Kinder, Les 20 Cœurs de Justine. Als Justine 12 Jahre alt war, starb ihre Mutter an Krebs.
Auch abseits ihrer Profikarriere engagierte sie sich im Tennissport. Sie ist Besitzerin eines südöstlich von Brüssel gelegenen Tennisvereins in Limelette namens Club Justine N1. Dieser ist zugleich Hauptsitz der 6th Sense Tennis Academy, die sie zusammen mit ihrem langjährigen Coach Carlos Rodriguez gegründet hat und die zwei weitere Trainingszentren in Belgien unterhält sowie demnächst eine weitere Einrichtung in Orlando eröffnet. Henin engagiert sich außerdem mit wohltätigen Projekten; sie war am 10. August 2011 in China und bestritt ein kleines Showmatch mit der Olympiasiegerin im Doppel von 2004, Tiantian Sun.
Henin hatte ihren Wohnsitz jahrelang in Monte Carlo. Sie kehrte nach Belgien zurück und lebt heute in der Provinz Namur in Ave-et-Auffe, einem Stadtteil von Rochefort.

## Karriere
Die ersten Schritte auf internationaler Bühne machte Henin Ende 1996 bei einem ITF-Turnier auf Mallorca, dort erreichte sie die zweite Runde. Im folgenden Jahr nahm sie an vier ITF-Veranstaltungen in Frankreich und Belgien teil und gewann die Turniere von Le Touquet und Koksijde. Daneben gewann die 15-Jährige 1997 bei den French Open den Titel bei den Juniorinnen und wurde kurze Zeit später jüngste belgische Meisterin aller Zeiten. Erstmals in der Weltrangliste geführt wurde die Wallonin 1998 nach ihrem nächsten Erfolg bei einem ITF-Turnier im französischen Gelos, von Positionen jenseits der 500 kletterte sie bis zum Jahresende auf Rang 226. In Grenelefe (Florida) und in Ramat Hasharon gewann sie zwei weitere kleine Turniere; in Israel besiegte sie unter anderem ihre Landsfrau und spätere Dauerrivalin Kim Clijsters, mit der zusammen sie in der Doppelkonkurrenz erfolgreich war.

### Das Jahr 1999
Anfang 1999 wurde sie schließlich Profi, spielte aber zunächst noch einige Turniere auf ITF-Ebene. Bei ihrem sechsten Erfolg dort besiegte sie im Finale von Reims erneut Kim Clijsters. Mitte Mai trat sie dann in Antwerpen zum ersten Mal auf der WTA Tour an und gewann (als fünfte Spielerin) auf Anhieb ihr erstes WTA-Turnier, als sie sich im Finale klar in zwei Sätzen gegen Sarah Pitkowski durchsetzte. Mit drei Siegen qualifizierte sie sich bei den French Open erstmals für das Hauptfeld eines Grand-Slam-Turniers; in der zweiten Runde stand sie gegen die Weltranglistenzweite Lindsay Davenport kurz vor einer Sensation, bevor sie am Ende mit 3:6, 6:2 und 5:7 unterlag. Für die US Open war sie nun direkt qualifiziert, sie verlor aber gleich zum Auftakt gegen Amélie Mauresmo. Danach erreichte sie noch in Luxemburg und Québec jeweils das Viertelfinale und beendete die Saison auf Platz 69 der Weltrangliste.

### Das Jahr 2000
Zu Jahresbeginn bereitete sich Henin beim Turnier in Hobart, bei dem sie als Qualifikantin bis ins Viertelfinale vorstieß, auf ihre erste Teilnahme an den Australian Open vor. Dort musste sie bereits in der zweiten Runde gegen die Weltranglistenerste Martina Hingis antreten, gegen die sie deutlich verlor. Nach ihrer Zweitrundenniederlage beim Hallenturnier von Paris legte sie eine Pause ein und versäumte dann verletzungsbedingt auch die French Open. Rechtzeitig zurück zur Rasensaison gewann sie beim Vorbereitungsturnier in ’s-Hertogenbosch aber nur ihr Auftaktmatch. Ihr Debüt in Wimbledon war in Runde eins (Dreisatzniederlage gegen Arantxa Sánchez Vicario) beendet. Während sie bis zum Saisonende bei keinem WTA-Turnier mehr über die zweite Runde hinauskam, holte sie sich Ende Juli in Lüttich ihren siebten und letzten Titel bei einem ITF-Turnier. Ihr bestes Saisonresultat war das Erreichen des Achtelfinales bei den US Open, wo sie Lindsay Davenport erneut nicht bezwingen konnte.

### Das Jahr 2001
Justine Henin startete sehr erfolgreich ins Jahr 2001, im Vorfeld der Australian Open gewann sie die Turniere an der Gold Coast und in Canberra. Beim ersten Grand-Slam-Turnier des Jahres verlor sie im Achtelfinale knapp in drei Sätzen gegen Monica Seles. Bei weitem nicht so gut lief es nach der Rückkehr vom fünften Kontinent. Bei den Turnieren in Nizza, Scottsdale, Indian Wells und Miami gewann sie jeweils höchstens ein Match. Erst mit Beginn der Sandplatzsaison ging es wieder aufwärts, in Estoril verpasste Henin knapp den Finaleinzug und nach der Viertelfinalteilnahme in Hamburg erreichte sie in Berlin das Halbfinale, wo sie gegen Jennifer Capriati im dritten Satz in Führung liegend wegen einer Knöchelverletzung zur Aufgabe gezwungen war. Bei den French Open erreichte die Belgierin ohne Satzverlust ihr erstes Grand-Slam-Halbfinale, in dem sie gegen Kim Clijsters mit 6:2 und 4:2 führte, bevor sie ihrer Landsfrau doch noch in drei Sätzen unterlag. Nach dem Turnier wurde Henin erstmals in den Top Ten der Weltrangliste geführt.
Rund zwei Wochen später revanchierte sie sich im Finale von ’s-Hertogenbosch bei Clijsters und feierte ihren ersten Turniersieg auf Rasen. In Wimbledon konnte sie im Halbfinale mit Jennifer Capriati die amtierende Australian- und French Open-Siegerin in drei Sätzen bezwingen und hatte damit ihr erstes Grand-Slam-Endspiel erreichte, das sie jedoch gegen die große Favoritin Venus Williams mit 1:6, 6:3 und 0:6 verlor. Nachdem sie in Toronto und New Haven jeweils in der Runde der letzten Acht gescheitert war, zog sie im Achtelfinale der US Open gegen Serena Williams den Kürzeren. Auf Hawaii spielte sich die Belgierin ins Finale der kleinen Veranstaltung, musste aber gegen Sandrine Testud aufgeben. Zwischen zwei Erstrundenniederlagen in Moskau und Linz hatte sie im Endspiel von Filderstadt einmal mehr gegen Lindsay Davenport das Nachsehen. Bei ihrer ersten Teilnahme an den WTA Tour Championships schied Henin im Viertelfinale gegen Serena Williams aus.

### Das Jahr 2002
Zu Beginn des Jahres verhinderte Venus Williams im Finale von Gold Coast eine erste erfolgreiche Titelverteidigung für Henin, die gemeinsam mit Meghann Shaughnessy aber ihren ersten von zwei Doppeltiteln auf der WTA Tour gewann. In Sydney und bei den Australian Open war dann jeweils im Viertelfinale (gegen Clijsters) Endstation wie auch beim Hallenturnier von Paris (gegen Seles). Zwei weitere Finalniederlagen musste Henin gegen Venus Williams einstecken, in Antwerpen und gut zwei Monate später in Amelia Island, dazwischen lagen noch eine Achtelfinalteilnahme in Indian Wells sowie eine Erstrundenniederlage in Miami. Wie im Vorjahr scheiterte sie in Hamburg im Viertelfinale, bevor sie in Berlin schließlich ihren ersten Sieg bei einem Tier-I-Event feierte, als sie sich im Tiebreak des dritten Satzes gegen Serena Williams durchsetzte. Nur eine Woche danach standen sich beide in Rom erneut im Finale gegenüber, diesmal mit dem besseren Ende für die US-Amerikanerin, die in zwei knappen Sätzen gewann.
Als Mitfavoritin auf den Titel bei den French Open musste Henin grippegeschwächt schon nach der ersten Runde alle Hoffnungen begraben. In der Rasensaison kam sie nicht ganz an die Erfolge des Vorjahres heran; sowohl in ’s-Hertogenbosch als auch in Wimbledon schied sie im Halbfinale aus. Beim dritten Grand-Slam-Turnier des Jahres stand sie gegen Venus Williams zum wiederholten Male auf verlorenem Posten. Die Viertelfinalteilnahme in Montreal war noch das beste Ergebnis einer durchwachsenen Vorbereitung auf die US Open, bei denen sie einmal mehr nicht über das Achtelfinale (Aus gegen Daniela Hantuchová) hinauskam. Zwischen zwei Halbfinalniederlagen in Leipzig und Zürich, wo sie zusammen mit Jelena Bowina die Doppelkonkurrenz gewann, scheiterte Henin in Filderstadt schon in ihrem Auftaktmatch. Den dritten Turniersieg des Jahres feierte sie in Linz, wenige Tage vor den WTA Tour Championships, bei denen sie im Viertelfinale gegen Clijsters verlor.

### Das Jahr 2003
Justine Henin eröffnete die Saison in Sydney, wo sie ebenso das Halbfinale erreichte wie bei den Australian Open. Dort bezwang sie in einer Hitzeschlacht zwar erstmals Lindsay Davenport mit 7:5, 5:7 und 9:7, scheiterte dann aber wieder einmal an Venus Williams. Auch in Antwerpen war in der Vorschlussrunde Endstation, wie schon in Sydney unterlag sie Kim Clijsters. Den ersten Erfolg des Jahres fuhr die Belgierin in Dubai ein, im Finale wehrte sie gegen Monica Seles einen Matchball ab und drehte das Match noch zu ihren Gunsten. In Miami verlor sie im Viertelfinale überraschend gegen Chanda Rubin – es blieb das einzige Turnier in diesem Jahr, in dem Henin nicht mindestens das Halbfinale erreichte. Auf Sand sicherte sie sich in Charleston den nächsten Titel mit einem klaren Sieg über Serena Williams, im Halbfinale von Amelia Island wurde sie eine Woche später von Jelena Dementjewa bezwungen. In Berlin wiederholte Henin ihren Vorjahreserfolg, gegen Clijsters setzte sie sich nach Abwehr von drei Matchbällen durch. Mit 15.000 Zuschauern im Rücken besiegte Henin bei den French Open zunächst in einem emotionsgeladenen Halbfinale die Titelverteidigerin Serena Williams in drei Sätzen, danach ließ sie im Endspiel Clijsters keine Chance und sicherte sich mit 6:0 und 6:4 den ersten Grand-Slam-Titel ihrer Karriere.
Auf dem Weg zum zweiten Turniersieg auf Rasen zog sie sich im Finale von ’s-Hertogenbosch eine leichte Blessur an ihrer linken Hand zu und gab das Match vorsorglich auf. In Wimbledon erreichte sie ohne Probleme das Halbfinale gegen Serena Williams, in dem sie jedoch chancenlos war. Nachdem sie im August die Veranstaltungen von San Diego und Toronto gewonnen hatte, erreichte sie fast mühelos das Halbfinale der US Open, wo sie in einem dreistündigen Match auf höchstem Niveau im Tiebreak des dritten Satzes über Jennifer Capriati triumphierte. Aufgrund der totalen Erschöpfung – Henin wurde nach der Partie mit Infusionen behandelt – stand ihre Finalteilnahme kurzzeitig in Frage, doch rund 19 Stunden später schlug sie Kim Clijsters mit 7:5 und 6:1 und holte sich ihren zweiten Grand-Slam-Titel. Im Finale von Leipzig stoppte Anastassija Myskina ihre Siegesserie nach 20 Erfolgen. Mit dem achten Turniersieg des Jahres in Zürich gelang Henin, was sie eine Woche zuvor in Filderstadt mit der Finalniederlage gegen Clijsters knapp verpasst hatte – der Sprung an die Spitze der Weltrangliste. Zwar musste sie ihre Landsfrau bereits eine Woche später wieder passieren lassen, mit dem Erreichen des Halbfinals bei den WTA Tour Championships, in dem sie Amélie Mauresmo unterlag, wurde sie zum Saisonende aber erneut die Nummer 1 der Welt.

### Das Jahr 2004
Gleich zum Auftakt des Jahres 2004 gewann Henin das Turnier in Sydney und spielte sich bei den Australian Open ohne Satzverlust ins Finale, in dem sie wieder Clijsters gegenüberstand. In einer zunächst einseitigen und später ausgeglichenen Partie sicherte sich Henin mit 6:3, 4:6 und 6:3 ihren dritten Grand-Slam-Titel. In Doha kassierte sie dann nach 16 Siegen im Halbfinale gegen Swetlana Kusnezowa ihre erste Saisonniederlage; sie hatte die Russin in der Vorwoche noch im Finale von Dubai geschlagen. In Indian Wells feierte sie gegen Lindsay Davenport bereits den vierten Turniersieg, aber es sollte für längere Zeit das letzte Highlight für sie bleiben. Beim Halbfinal-Aus in Amelia Island gegen Mauresmo verspürte sie erstmals Symptome der Viruserkrankung Zytomegalie; wegen Erschöpfung sagte sie ihre Starts in Charleston und Berlin ab. Bei den French Open unternahm sie einen Comeback-Versuch und schied schon in Runde zwei gegen Tathiana Garbin aus.
Sie musste über zwei Monate aussetzen, bis sie kurz vor den Olympischen Spielen von den Ärzten wieder grünes Licht erhielt. Im Halbfinale von Athen gegen Anastassija Myskina konnte sie einen 1:5-Rückstand im dritten Satz noch in ein 8:6 drehen und am folgenden Tag mit einem Finalsieg über Amélie Mauresmo bei diesen Spielen die einzige Goldmedaille für Belgien gewinnen. Ihre Leistung hatte jedoch einen Rückfall zur Folge, bei den US Open musste sich Henin bereits im Achtelfinale Nadja Petrowa geschlagen geben. Wenig später sagte sie alle restlichen Turniere des Jahres ab, um sich ganz zu erholen. Nach den US Open musste sie nach 44-wöchiger „Regentschaft“ die Führung in der Weltrangliste an Mauresmo abgeben, am Jahresende wurde sie schließlich auf Platz 8 geführt.

### Das Jahr 2005

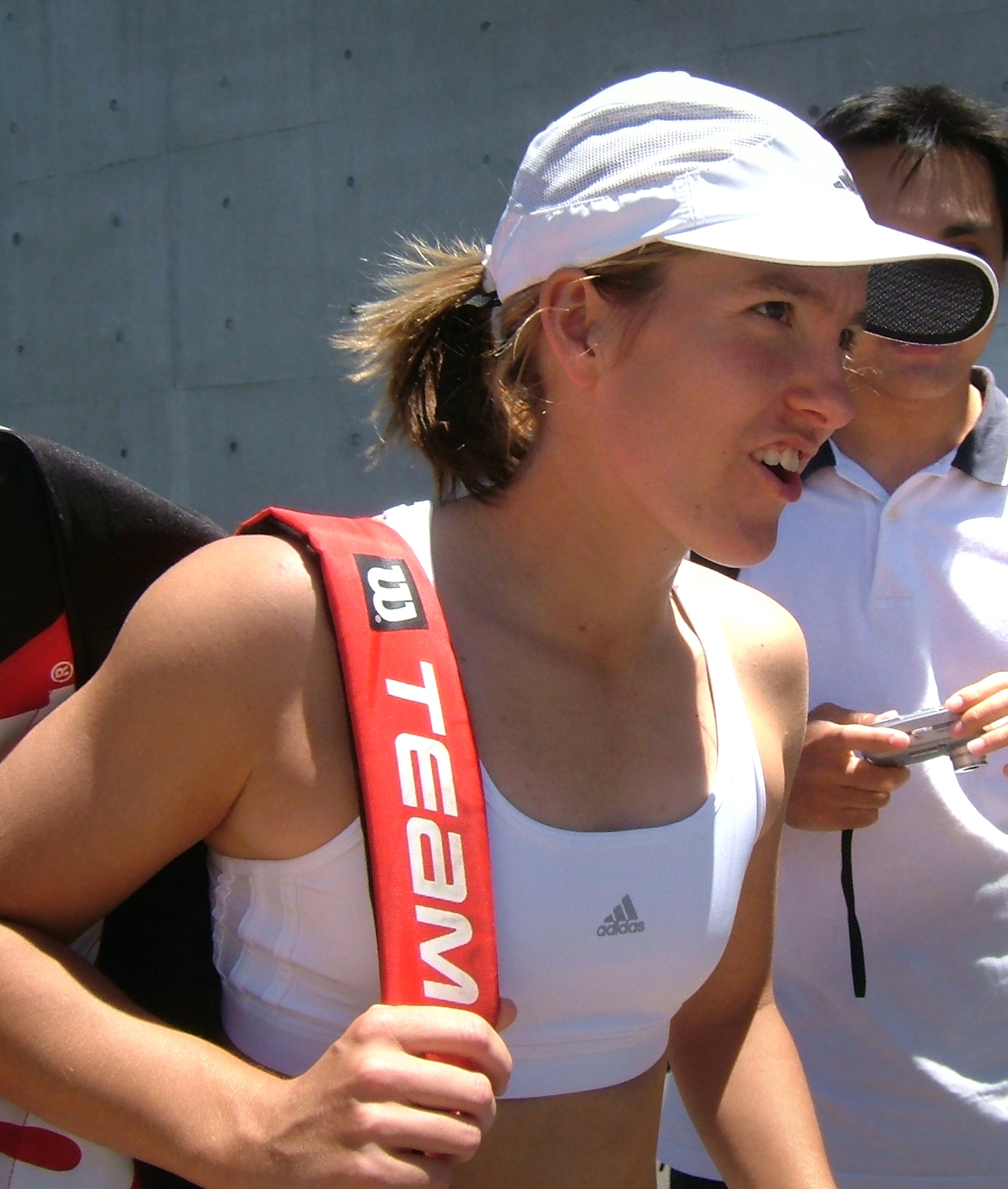
Justine Henin (2005)

Gleich zu Saisonbeginn musste Justine Henin einen neuerlichen Rückschlag hinnehmen, als sie sich in der Vorbereitung eine Knieverletzung zuzog. Erst im März kehrte sie – mittlerweile in der Weltrangliste nicht mehr unter den ersten 40 zu finden – in Miami nach fast einem halben Jahr Zwangspause auf die Tour zurück. Sie erreichte das Viertelfinale, in dem sie Marija Scharapowa nach Abwehr von Matchbällen vergeblich noch in einen dritten Satz zwang. Ihr zweiter Erfolg in Charleston bildete den Auftakt zu einer außergewöhnlichen Siegesserie auf Sand, in dessen Verlauf Henin 24 Matches in Folge gewann. Nach dem Turniersieg in Warschau gewann sie unter anderem zwei Dreisatzmatches an einem Tag und schließlich auch das zeitweilig unterbrochene Finale gegen Nadja Petrowa. Nur mit Mühe überstand sie die ersten Runden bei den French Open, im Achtelfinale musste sie gegen Swetlana Kusnezowa sogar zwei Matchbälle abwehren. Danach fertigte sie scheinbar mühelos Marija Scharapowa, Nadja Petrowa sowie im Endspiel eine übernervöse Mary Pierce ab und nahm zum zweiten Mal nach 2003 den Coupe Suzanne Lenglen in Empfang.
Probleme mit der Muskulatur im rechten Oberschenkel als Folge der starken Belastung durch die vielen Matches nach der langen Pause bestimmten maßgeblich den weiteren Saisonverlauf. Die nach dem Triumph in die Top Ten zurückgekehrte Wallonin verzichtete unfreiwillig auf das Rasenturnier in Eastbourne und scheiterte dann in Wimbledon schon in der ersten Runde an Eleni Daniilidou, was noch nie zuvor einer amtierenden French-Open-Siegerin passiert war. Sie nahm sich nochmals eine längere Auszeit, bevor sie sich in Toronto für die US Open einspielte. Nach wie vor gehandicapt, war Henin im Finale gegen Clijsters aber ebenso ohne echte Chance wie dann im Achtelfinale in New York, wo sich Mary Pierce für die Niederlage in Paris revanchierte. Als Henin in Filderstadt gleich im Auftaktmatch scheiterte, beendete sie die Saison erneut vorzeitig und versäumte damit zum zweiten Mal nacheinander trotz Qualifikation die WTA Tour Championships.

### Das Jahr 2006

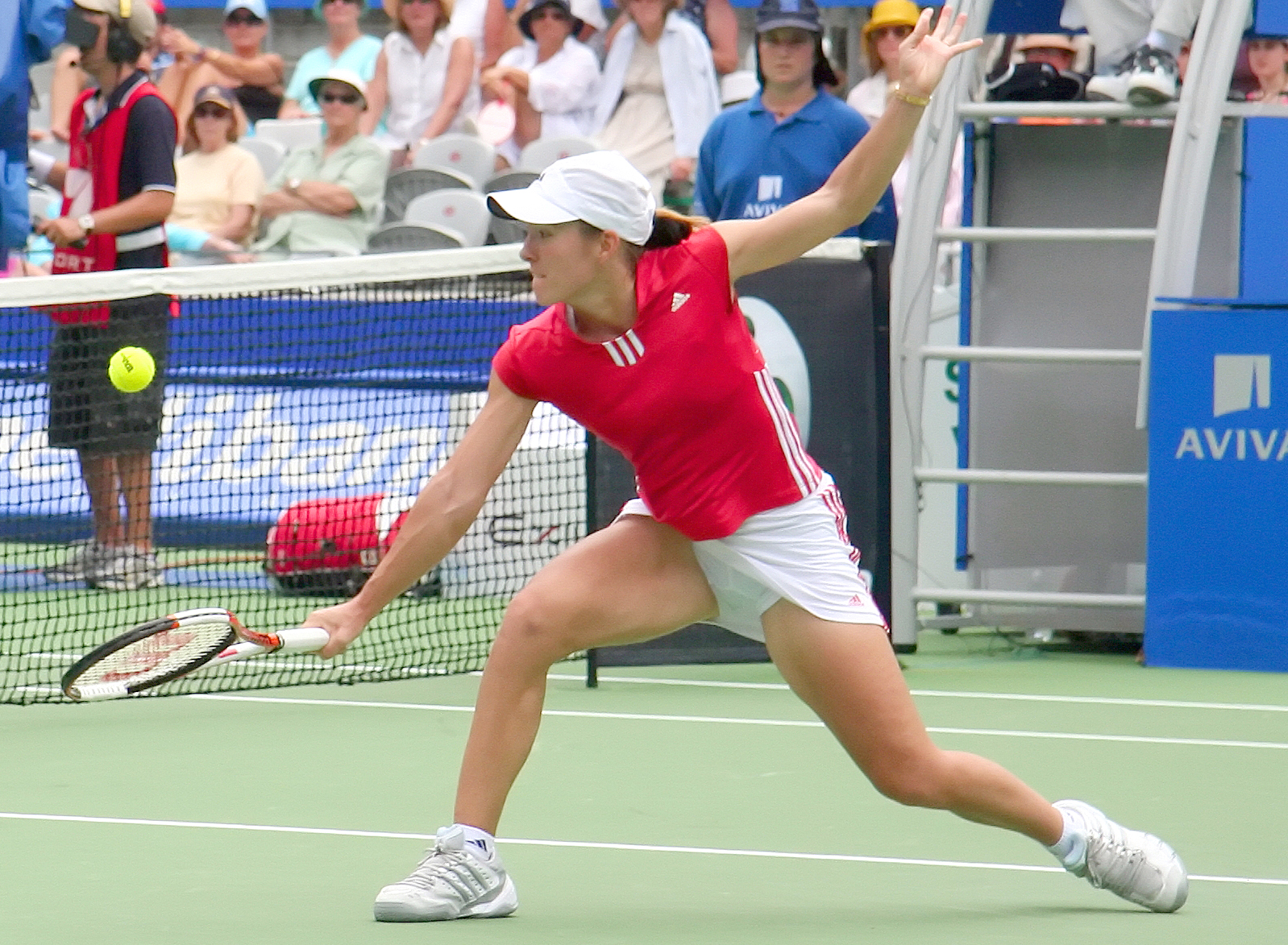
Justine Henin 2006 bei den Medibank International in Sydney

Wieder startete Justine Henin auf dem fünften Kontinent gut in die Saison, in Sydney gewann sie in einem Marathonmatch gegen Francesca Schiavone zum zweiten Mal das Turnier. Auch bei den Australian Open bewies sie gewohnte Kämpferqualitäten, als sie in Viertel- und Halbfinale gegen Lindsay Davenport und Marija Scharapowa jeweils noch nach Satzrückstand gewann. Im Endspiel gegen Amélie Mauresmo veranlassten Magenkrämpfe, die von der Einnahme von Schmerzmitteln wegen einer lädierten Schulter herrührten, die Belgierin zur Aufgabe im zweiten Satz, wofür sie hinterher scharf kritisiert wurde. Nachdem sie sich erholt hatte, sicherte sie sich bereits zum dritten Mal den Titel in Dubai mit dem Finalsieg über Marija Scharapowa. In Indian Wells scheiterte sie im Halbfinale trotz klarer Führung (6:2, 5:2) noch an Jelena Dementjewa und in Miami schon gleich zum Auftakt an ihrer früheren Doppelpartnerin Meghann Shaughnessy. Wie schon 2003 blieb das Turnier in Florida das einzige, bei dem Henin nicht wenigstens das Halbfinale erreichte. In Charleston beendete Patty Schnyder in der Runde der letzten Vier Henins im Vorjahr an gleicher Stelle gestartete Siegesserie auf Sand nach 27 Matches, im Finale von Berlin verhinderte Nadja Petrowa einen möglichen vierten Erfolg für Henin. Den dritten Triumph bei den French Open ließ sie sich dagegen von niemandem streitig machen, sie besiegte Swetlana Kusnezowa im Endspiel mit 6:4 und 6:4 und verteidigte ihren Titel ohne Satzverlust.
Nach kurzer Erholungspause holte sie sich in Eastbourne ihren zweiten Turniersieg auf Rasen und erreichte später das Finale von Wimbledon, in dem sie sich aber Amélie Mauresmo geschlagen geben musste. Eine Knieverletzung brachte ihre Vorbereitung auf die US Open durcheinander – statt wie geplant in San Diego und Montreal konnte sie im Vorfeld nur in New Haven Matchpraxis sammeln, was dennoch mit dem fünften Saisonerfolg belohnt wurde. Trotz Rückenproblemen erreichte Henin in Flushing Meadows auch das vierte große Endspiel in diesem Jahr, in dem sie sich aber gegen Marija Scharapowa nicht durchsetzen konnte. Weil sie sich im Fed-Cup-Finale erneut am Knie verletzte, musste sie ihre Auftritte bei den Hallenturnieren in Stuttgart und Zürich absagen und lange um ihre Teilnahme an den WTA Tour Championships in Madrid bangen. Gerade noch rechtzeitig wurde sie wieder fit und qualifizierte sich für das Halbfinale, in dem sie sich gegen Scharapowa für die Niederlage in New York revanchierte. Im Finale entthronte sie Vorjahressiegerin Amélie Mauresmo mit 6:4, 6:3 und krönte ihre Saison mit dem ersten Masters-Titel und der Rückkehr an die Spitze der Weltrangliste.

### Das Jahr 2007
Anfang Januar sagte Justine Henin überraschend ihren Start in Sydney und bei den Australian Open ab, erst drei Wochen später nannte sie die Trennung von ihrem Ehemann Pierre-Yves Hardenne als offizielle Begründung. Nach der Neuordnung ihres Privatlebens gab sie im Februar beim Hallenturnier von Paris ihr Saisondebüt, wo sie sich im Halbfinale Lucie Šafářová geschlagen geben musste. Im Wüstenstaat Dubai sicherte sie sich im Finale gegen Amélie Mauresmo den 30. Einzeltitel ihrer Karriere und blieb auch bei der vierten Teilnahme an dieser Veranstaltung ungeschlagen. In Doha feierte sie gleich den nächsten Erfolg. Zwei Wochen später war sie wieder Weltranglistenerste, nachdem sie die Spitzenposition Ende Januar kampflos an Marija Scharapowa hatte abtreten müssen. Nur ein Punkt trennte die Belgierin in Miami von einem weiteren Turniersieg, ehe Serena Williams das Finale nach Abwehr von zwei Matchbällen noch in drei Sätzen zu ihren Gunsten entschied. Nach einmonatiger Pause holte Henin in Warschau auf Sand gegen Aljona Bondarenko das Versäumte nach, in Berlin verpasste sie dagegen knapp ihre fünfte Endspielteilnahme. Bei den French Open blieb Henin zum zweiten Mal in Folge ohne Satzverlust und machte im Finale mit einem 6:1, 6:2 über Ana Ivanović den Titel-Hattrick perfekt.
In Eastbourne wiederholte die French-Open-Siegerin gegen Amélie Mauresmo in ihrem 50. Endspiel auf der Profi-Tour den Vorjahreserfolg. Mit einer ebenso überraschenden wie bitteren Niederlage gegen Marion Bartoli verpasste sie dagegen in Wimbledon den erneuten Finaleinzug. Nach fünfwöchiger Auszeit wegen einer Blessur am Handgelenk meldete sich Henin rechtzeitig vor den US Open mit dem sechsten Turniersieg des Jahres in Toronto zurück. Beim letzten Grand-Slam-Turnier der Saison erreichte sie in Flushing Meadows mit Siegen über beide Williams-Schwestern zum dritten Mal das Endspiel, wo sie sich gegen Swetlana Kusnezowa mit 6:1 und 6:3 zum zweiten Mal nach 2003 den Titel sicherte. Wegen zum wiederholten Male aufgetretener Atemwegsbeschwerden verzichtete Henin auf die „Olympia-Generalprobe“ in Peking. Nach dreiwöchiger Pause setzte sie in den Hallen von Stuttgart und Zürich ihren Siegeszug fort und fuhr in den Endspielen jeweils gegen Tatiana Golovin ihre nächsten Turniersiege ein. Beim Masters in Madrid verteidigte sie in einem Marathon-Finale gegen Marija Scharapowa mit 5:7, 7:5 und 6:3 den Titel und setzte mit dem zehnten Turniersieg den Schlusspunkt unter das beste Jahr ihrer Karriere, das sie wie schon 2003 und 2006 zudem als Nummer 1 der Welt beendete.

### Rücktritt 2008
Zu Beginn der zehnten Saison ihrer Profikarriere machte Henin dort weiter, wo sie 2007 aufgehört hatte und erkämpfte sich in Sydney, einen Tag nach ihrem 500. Match auf der Tour, gegen Swetlana Kusnezowa ihren 40. Einzeltitel. Im Viertelfinale der Australian Open beendete Maria Scharapowa schließlich die 32 Spiele anhaltende Siegesserie der Belgierin, die nun insgesamt hundert Wochen an der Spitze der Weltrangliste stand. Bei dem zum letzten Mal ausgetragenen Turnier von Antwerpen hielt Henin den hohen Erwartungen mit Mühe stand und triumphierte vor heimischer Kulisse. An der Stelle, wo sie 1999 ihren ersten Erfolg gefeiert hatte, errang sie ihren 41. und vorläufig letzten Einzeltitel. Danach trat die Weltranglistenerste nur noch sporadisch in Erscheinung, in Dubai und Miami scheiterte sie jeweils im Viertelfinale, bevor sie in Berlin im Achtelfinale gegen Dinara Safina ihr vorläufig letztes Match bestritt.
Wenige Tage später gab Henin ihren sofortigen Rücktritt bekannt. Am 14. Mai 2008 erklärte sie auf einer Pressekonferenz, dass sie „am Ende ihres Weges“ angekommen und die Entscheidung aufzuhören seit dem Masters-Triumph 2007 allmählich in ihr gereift sei. Sie habe seit diesem Erfolg, mit dem sie den Höhepunkt ihrer Laufbahn erreicht hatte, auf dem Tennisplatz nicht mehr die Emotion verspürt, die ihre Karriere über Jahre hinweg angetrieben habe, und wolle sich nun in ihrem Leben vermehrt anderen Dingen widmen.

### Comeback 2010
Im September 2009 gab Henin bekannt, dass sie wieder auf die WTA Tour zurückkehren werde. Im belgischen Fernsehsender RTL-TVI erklärte sie: „Ich bin wirklich glücklich und tief bewegt, heute abend ankündigen zu können, dass ich auf die Tour zurückkehren werde. (...) Wenn ich wieder da bin, dann nicht nur für ein Jahr, sondern für drei bis vier Jahre, und dann gibt es ein wichtiges Datum, die Olympischen Spiele 2012 in London, das Jahr, in dem ich 30 werde.“
Zur Motivation für ihren Wiedereinstieg sagte sie: „Die vergangenen fünfzehn Monate haben mein Leben bereichert...und jetzt ist da eine Flamme wiederaufgelodert, von der ich dachte, sie sei für immer verloschen.“
Nach der Rückkehr wurde sie wieder von Carlos Rodriguez betreut. Henin hatte eine Wildcard für die Australian Open 2010 erhalten und trat zur Vorbereitung in Brisbane an, wo sie auf Anhieb das Finale erreichte. Dort unterlag sie Kim Clijsters in einem hochklassigen Match in drei Sätzen. Bei den Australian Open besiegte sie als ungesetzte Spielerin in der zweiten Runde die an 5 gesetzte Jelena Dementjewa und erreichte schließlich in ihrem ersten Grand-Slam-Turnier nach zwei Jahren das Finale, in dem sie sich Serena Williams in drei Sätzen geschlagen geben musste.
Vier Wochen danach spielte sie in Indian Wells, verlor jedoch schon in Runde 2 gegen Gisela Dulko in drei Sätzen. In Miami erreichte sie das Halbfinale (u. a. Erfolge über Wera Swonarjowa, Jelena Dementjeva und Caroline Wozniacki), verlor dort aber in drei Sätzen gegen die spätere Siegerin Clijsters. Den ersten Turniersieg nach ihrem Comeback konnte Henin im Mai beim WTA-Turnier in Stuttgart feiern, wo sie im Endspiel Samantha Stosur mit 6:4, 2:6 und 6:1 besiegte. Bei den French Open zog sie im Achtelfinale gegen Stosur allerdings mit 6:2, 1:6 und 4:6 den Kürzeren. Ihren zweiten Titel nach dem Comeback sicherte sie sich beim Rasenturnier in Hertogenbosch, wo sie im Endspiel Andrea Petković in drei Sätzen bezwang. In Wimbledon unterlag sie Clijsters im Achtelfinale in drei Sätzen und verletzte sich am Ellenbogen. Sie musste die Saison vorzeitig beenden.

### Karriereende 2011
Beim Hopman Cup kehrte sie zurück und erreichte mit ihrem Landsmann Ruben Bemelmans das Finale, das vom US-Team gewonnen wurde. Bei diesem Turnier gewann Henin alle vier Einzel ohne Satzverlust.
Beim ersten Grand-Slam-Turnier des Jahres schied sie in der dritten Runde gegen Swetlana Kusnetsowa aus. Am 26. Januar zog sich Henin wegen anhaltender Probleme mit ihrem Ellenbogen endgültig vom Profitennis zurück.

## Auszeichnungen
- 2001: Mitglied der Mannschaft des Jahres in Belgien (Fed-Cup-Team)
- 2002: Trophée national du Mérite sportif
- 2003: Europas Sportlerin des Jahres (Abstimmung des Europäischen Sportjournalisten-Verbandes UEPS)
- 2003: Sportlerin des Jahres in Belgien
- 2003: ITF World Champion
- 2003: Player of the Year (gewählt von der International Tennis Writers Association)
- 2004: Grand-Croix de l'Ordre de la Couronne (überreicht von König Albert II.)
- 2004: Sportlerin des Jahres in Belgien
- 2006: Europas Sportlerin des Jahres (UEPS)
- 2006: Sportlerin des Jahres in Belgien
- 2006: Mitglied der Mannschaft des Jahres in Belgien (Fed-Cup-Team)
- 2006: ITF World Champion
- 2007: Europas Sportlerin des Jahres (UEPS)
- 2007: Sportlerin des Jahres in Belgien
- 2007: ITF World Champion
- 2007: Player of the Year
- 2007: Weltsportlerin des Jahres (La Gazzetta dello Sport)
- 2008: Laureus World Sports Awards – Weltsportlerin des Jahres
- 2016: Aufnahme in die International Tennis Hall of Fame

## Erfolge

### Einzeltitel
| Nr. | Datum | Turnier          | Kategorie         | Finalgegnerin       | Ergebnis         |
| --- | ----- | ---------------- | ----------------- | ------------------- | ---------------- |
| 1.  | 1999  | Antwerpen        | WTA Tier IVb      | Sarah Pitkowski     | 6:1, 6:2         |
| 2.  | 2001  | Gold Coast       | WTA Tier III      | Silvia Farina Elia  | 7:65, 6:4        |
| 3.  | 2001  | Canberra         | WTA Tier III      | Sandrine Testud     | 6:2, 6:2         |
| 4.  | 2001  | ’s-Hertogenbosch | WTA Tier III      | Kim Clijsters       | 6:4, 3:6, 6:3    |
| 5.  | 2002  | Berlin           | WTA Tier I        | Serena Williams     | 6:2, 1:6, 7:65   |
| 6.  | 2002  | Linz             | WTA Tier II       | Alexandra Stevenson | 6:3, 6:0         |
| 7.  | 2003  | Dubai            | WTA Tier II       | Monica Seles        | 4:6, 7:64, 7:5   |
| 8.  | 2003  | Charleston       | WTA Tier I        | Serena Williams     | 6:3 6:4          |
| 9.  | 2003  | Berlin           | WTA Tier I        | Kim Clijsters       | 6:4, 4:6, 7:5    |
| 10. | 2003  | French Open      | Grand Slam        | Kim Clijsters       | 6:0, 6:4         |
| 11. | 2003  | San Diego        | WTA Tier II       | Kim Clijsters       | 3:6, 6:2, 6:3    |
| 12. | 2003  | Toronto          | WTA Tier I        | Lina Krasnoruzkaja  | 6:1, 6:0         |
| 13. | 2003  | US Open          | Grand Slam        | Kim Clijsters       | 7:5, 6:1         |
| 14. | 2003  | Zürich           | WTA Tier I        | Jelena Dokić        | 6:0, 6:4         |
| 15. | 2004  | Sydney           | WTA Tier II       | Amélie Mauresmo     | 6:4, 6:4         |
| 16. | 2004  | Australian Open  | Grand Slam        | Kim Clijsters       | 6:3, 4:6, 6:3    |
| 17. | 2004  | Dubai            | WTA Tier II       | Swetlana Kusnezowa  | 6:3, 7:63        |
| 18. | 2004  | Indian Wells     | WTA Tier I        | Lindsay Davenport   | 6:1, 6:4         |
| 19. | 2004  | Athen            | Olympia           | Amélie Mauresmo     | 6:3, 6:3         |
| 20. | 2005  | Charleston       | WTA Tier I        | Jelena Dementjewa   | 7:5, 6:4         |
| 21. | 2005  | Warschau         | WTA Tier II       | Swetlana Kusnezowa  | 3:6, 6:2, 7:5    |
| 22. | 2005  | Berlin           | WTA Tier I        | Nadja Petrowa       | 6:3, 4:6, 6:3    |
| 23. | 2005  | French Open      | Grand Slam        | Mary Pierce         | 6:1, 6:1         |
| 24. | 2006  | Sydney           | WTA Tier II       | Francesca Schiavone | 4:6, 7:5, 7:5    |
| 25. | 2006  | Dubai            | WTA Tier II       | Marija Scharapowa   | 7:5, 6:2         |
| 26. | 2006  | French Open      | Grand Slam        | Swetlana Kusnezowa  | 6:4, 6:4         |
| 27. | 2006  | Eastbourne       | WTA Tier II       | Anastassija Myskina | 4:6, 6:1, 7:65   |
| 28. | 2006  | New Haven        | WTA Tier II       | Lindsay Davenport   | 6:0, 1:0 Aufgabe |
| 29. | 2006  | Madrid           | WTA Championships | Amélie Mauresmo     | 6:4, 6:3         |
| 30. | 2007  | Dubai            | WTA Tier II       | Amélie Mauresmo     | 6:4, 7:5         |
| 31. | 2007  | Doha             | WTA Tier II       | Swetlana Kusnezowa  | 6:4, 6:2         |
| 32. | 2007  | Warschau         | WTA Tier II       | Aljona Bondarenko   | 6:1, 6:3         |
| 33. | 2007  | French Open      | Grand Slam        | Ana Ivanović        | 6:1, 6:2         |
| 34. | 2007  | Eastbourne       | WTA Tier II       | Amélie Mauresmo     | 7:5, 6:74, 7:62  |
| 35. | 2007  | Toronto          | WTA Tier I        | Jelena Janković     | 7:63, 7:5        |
| 36. | 2007  | US Open          | Grand Slam        | Swetlana Kusnezowa  | 6:1, 6:3         |
| 37. | 2007  | Stuttgart        | WTA Tier II       | Tatiana Golovin     | 2:6, 6:2, 6:1    |
| 38. | 2007  | Zürich           | WTA Tier I        | Tatiana Golovin     | 6:4, 6:4         |
| 39. | 2007  | Madrid           | WTA Championships | Marija Scharapowa   | 5:7, 7:5, 6:3    |
| 40. | 2008  | Sydney           | WTA Tier II       | Swetlana Kusnezowa  | 4:6, 6:2, 6:4    |
| 41. | 2008  | Antwerpen        | WTA Tier II       | Karin Knapp         | 6:3, 6:3         |
| 42. | 2010  | Stuttgart        | WTA Premier       | Samantha Stosur     | 6:4, 2:6, 6:1    |
| 43. | 2010  | ’s-Hertogenbosch | WTA International | Andrea Petković     | 3:6, 6:3, 6:4    |

### Doppeltitel
| Nr. | Datum | Turnier    | Kategorie    | Partnerin           | Finalgegnerinnen            | Ergebnis  |
| --- | ----- | ---------- | ------------ | ------------------- | --------------------------- | --------- |
| 1.  | 2002  | Gold Coast | WTA Tier III | Meghann Shaughnessy | Miriam Oremans Åsa Carlsson | 6:1, 7:66 |
| 2.  | 2002  | Zürich     | WTA Tier I   | Jelena Bowina       | Jelena Dokić Nadja Petrowa  | 6:2, 7:62 |

### Finalteilnahmen
| Nr. | Datum | Turnier          | Kategorie         | Finalgegnerin       | Ergebnis          |
| --- | ----- | ---------------- | ----------------- | ------------------- | ----------------- |
| 1.  | 2001  | Wimbledon        | Grand Slam        | Venus Williams      | 1:6, 6:3, 0:6     |
| 2.  | 2001  | Waikoloa         | WTA Tier IV       | Sandrine Testud     | 3:6, 0:2 Aufgabe  |
| 3.  | 2001  | Filderstadt      | WTA Tier II       | Lindsay Davenport   | 5:7, 4:6          |
| 4.  | 2002  | Gold Coast       | WTA Tier III      | Venus Williams      | 5:7, 2:6          |
| 5.  | 2002  | Antwerpen        | WTA Tier II       | Venus Williams      | 3:6, 7:5, 3:6     |
| 6.  | 2002  | Amelia Island    | WTA Tier II       | Venus Williams      | 6:2, 5:7, 6:75    |
| 7.  | 2002  | Rom              | WTA Tier I        | Serena Williams     | 6:76, 4:6         |
| 8.  | 2003  | ’s-Hertogenbosch | WTA Tier III      | Kim Clijsters       | 7:64, 0:3 Aufgabe |
| 9.  | 2003  | Leipzig          | WTA Tier II       | Anastassija Myskina | 6:3, 3:6, 3:6     |
| 10. | 2003  | Filderstadt      | WTA Tier II       | Kim Clijsters       | 7:5, 4:6, 2:6     |
| 11. | 2005  | Toronto          | WTA Tier I        | Kim Clijsters       | 5:7, 1:6          |
| 12. | 2006  | Australian Open  | Grand Slam        | Amélie Mauresmo     | 1:6, 0:2 Aufgabe  |
| 13. | 2006  | Berlin           | WTA Tier I        | Nadja Petrowa       | 6:4, 4:6, 5:7     |
| 14. | 2006  | Wimbledon        | Grand Slam        | Amélie Mauresmo     | 6:2, 3:6, 4:6     |
| 15. | 2006  | US Open          | Grand Slam        | Marija Scharapowa   | 4:6, 4:6          |
| 16. | 2007  | Miami            | WTA Tier I        | Serena Williams     | 6:0, 5:7, 3:6     |
| 17. | 2010  | Brisbane         | WTA International | Kim Clijsters       | 3:6, 6:4, 6:76    |
| 18. | 2010  | Australian Open  | Grand Slam        | Serena Williams     | 4:6, 6:3, 2:6     |

## Karrierestatistik und Turnierbilanz

### Einzel
| Turnier                      | 1996              | 1997              | 1998              | 1999              | 2000              | 2001              | 2002              | 2003              | 2004             | 2005              | 2006              | 2007              | 2008             | 2009              | 2010              | 2011              | Titel / Teiln. | Titel / Teiln. |
| ---------------------------- | ----------------- | ----------------- | ----------------- | ----------------- | ----------------- | ----------------- | ----------------- | ----------------- | ---------------- | ----------------- | ----------------- | ----------------- | ---------------- | ----------------- | ----------------- | ----------------- | -------------- | -------------- |
| Australian Open              | –                 | –                 | –                 | –                 | 2                 | AF                | VF                | HF                | S                | –                 | F                 | –                 | VF               | –                 | F                 | 3                 | 1 / 9          | 1 / 9          |
| French Open                  | –                 | –                 | –                 | 2                 | –                 | HF                | 1                 | S                 | 2                | S                 | S                 | S                 | –                | –                 | AF                | –                 | 4 / 9          | 4 / 9          |
| Wimbledon                    | –                 | –                 | –                 | –                 | 1                 | F                 | HF                | HF                | –                | 1                 | F                 | HF                | –                | –                 | AF                | –                 | 0 / 8          | 0 / 8          |
| US Open                      | –                 | –                 | –                 | 1                 | AF                | AF                | AF                | S                 | AF               | AF                | F                 | S                 | –                | –                 | –                 | –                 | 2 / 9          | 2 / 9          |
| Tour Championships           | –                 | –                 | –                 | –                 | –                 | VF                | VF                | HF                | –                | –                 | S                 | S                 | –                | –                 | –                 | –                 | 2 / 5          | 2 / 5          |
| Indian Wells                 | a. K.             | –                 | –                 | –                 | –                 | 3                 | AF                | –                 | S                | –                 | HF                | –                 | –                | –                 | 2                 | –                 | 1 / 5          | 1 / 5          |
| Miami                        | –                 | –                 | –                 | –                 | –                 | 3                 | 2                 | VF                | –                | VF                | 2                 | F                 | VF               | –                 | HF                | –                 | 0 / 8          | 0 / 8          |
| Charleston                   | nicht ausgetragen | nicht ausgetragen | nicht ausgetragen | nicht ausgetragen | nicht ausgetragen | –                 | –                 | S                 | –                | S                 | HF                | –                 | –                | andere Kategorie  | andere Kategorie  | andere Kategorie  | 2 / 3          | 2 / 3          |
| Berlin                       | –                 | –                 | –                 | –                 | –                 | HF                | S                 | S                 | –                | S                 | F                 | HF                | AF               | nicht ausgetragen | nicht ausgetragen | nicht ausgetragen | 3 / 7          | 3 / 7          |
| Madrid                       | n. a. bzw. a. K.  | n. a. bzw. a. K.  | n. a. bzw. a. K.  | n. a. bzw. a. K.  | n. a. bzw. a. K.  | n. a. bzw. a. K.  | n. a. bzw. a. K.  | n. a. bzw. a. K.  | n. a. bzw. a. K. | n. a. bzw. a. K.  | n. a. bzw. a. K.  | n. a. bzw. a. K.  | n. a. bzw. a. K. | –                 | 1                 | –                 | 0 / 1          | 0 / 1          |
| Rom                          | –                 | –                 | –                 | –                 | –                 | –                 | F                 | –                 | –                | –                 | –                 | –                 | –                | –                 | –                 | –                 | 0 / 1          | 0 / 1          |
| Kanada                       | –                 | –                 | –                 | –                 | 2                 | VF                | VF                | S                 | –                | F                 | –                 | S                 | –                | –                 | –                 | –                 | 2 / 6          | 2 / 6          |
| Moskau                       | a. K.             | –                 | –                 | –                 | –                 | AF                | –                 | –                 | –                | –                 | –                 | –                 | –                | andere Kategorie  | andere Kategorie  | andere Kategorie  | 0 / 1          | 0 / 1          |
| Zürich                       | –                 | –                 | –                 | –                 | –                 | –                 | HF                | S                 | –                | –                 | –                 | S                 | n. a. bzw. a. K. | n. a. bzw. a. K.  | n. a. bzw. a. K.  | n. a. bzw. a. K.  | 2 / 3          | 2 / 3          |
| Olympische Spiele            | –                 | nicht ausgetragen | nicht ausgetragen | nicht ausgetragen | –                 | nicht ausgetragen | nicht ausgetragen | nicht ausgetragen | S                | nicht ausgetragen | nicht ausgetragen | nicht ausgetragen | –                | nicht ausgetragen | nicht ausgetragen | nicht ausgetragen | 1 / 1          | 1 / 1          |
| Fed Cup                      | –                 | –                 | –                 | WG2               | HF                | S                 | VF                | HF                | –                | –                 | S                 | –                 | –                | –                 | PO                | –                 | 2 / 7          | 2 / 7          |
| Statistik                    | Statistik         | Statistik         | Statistik         | Statistik         | Statistik         | Statistik         | Statistik         | Statistik         | Statistik        | Statistik         | Statistik         | Statistik         | Statistik        | Statistik         | Statistik         | Statistik         | S/N            | Sieg%          |
| Turnierteilnahmen            | 1                 | 4                 | 7                 | 12                | 15                | 21                | 23                | 18                | 9                | 9                 | 13                | 14                | 6                | 0                 | 9                 | 1                 | Gesamt: 162    | Gesamt: 162    |
| Erreichte Finals             | 0                 | 2                 | 3                 | 2                 | 1                 | 6                 | 6                 | 11                | 5                | 5                 | 10                | 11                | 2                | 0                 | 4                 | 0                 | Gesamt: 68     | Gesamt: 68     |
| Gewonnene Titel              | 0                 | 2                 | 3                 | 2                 | 1                 | 3                 | 2                 | 8                 | 5                | 4                 | 6                 | 10                | 2                | 0                 | 2                 | 0                 | Gesamt: 50     | Gesamt: 50     |
| Hartplatz-Siege/-Niederlagen | 0:0               | 0:0               | 15:1              | 6:4               | 25:8              | 30:10             | 17:11             | 42:6              | 31:2             | 10:4              | 34:5              | 34:1              | 11:3             | 0:0               | 16:4              | 2:1               | 273:60         | 82 %           |
| Sand-Siege/-Niederlagen      | 1:1               | 11:2              | 5:3               | 20:3              | 8:2               | 15:4              | 16:4              | 20:1              | 4:2              | 24:0              | 16:2              | 14:1              | 1:1              | 0:0               | 8:3               | 0:0               | 163:29         | 85 %           |
| Rasen-Siege/-Niederlagen     | 0:0               | 0:0               | 0:0               | 0:0               | 1:2               | 10:1              | 7:2               | 8:2               | 0:0              | 0:1               | 10:1              | 9:1               | 0:0              | 0:0               | 8:1               | 0:0               | 53:11          | 83 %           |
| Teppich-Siege/-Niederlagen   | 0:0               | 0:0               | 0:0               | 7:3               | 2:3               | 2:3               | 12:4              | 5:2               | 0:0              | 0:0               | 0:0               | 6:1               | 4:0              | 0:0               | 0:0               | 0:0               | 38:16          | 70 %           |
| Gesamt-Siege/-Niederlagen    | 1:1               | 11:2              | 20:4              | 33:10             | 36:15             | 57:18             | 52:21             | 75:11             | 35:4             | 34:5              | 60:8              | 63:4              | 16:4             | 0:0               | 32:8              | 2:1               | 527:116        | 82 %           |
| Sieg%                        | 50 %              | 85 %              | 83 %              | 77 %              | 71 %              | 76 %              | 71 %              | 87 %              | 90 %             | 87 %              | 88 %              | 94 %              | 80 %             | –                 | 80 %              | 67 %              | Gesamt:        | 82 %           |
| Jahresendposition            | –                 | –                 | 226               | 69                | 48                | 7                 | 5                 | 1                 | 8                | 6                 | 1                 | 1                 | –                | –                 | 12                | –                 | N/A            | N/A            |

Zeichenerklärung: S = Turniersieg; F, HF, VF, AF = Einzug ins Finale / Halbfinale / Viertelfinale / Achtelfinale; 1, 2, 3 = Ausscheiden in der 1. / 2. / 3. Hauptrunde; RR = Round Robin (Gruppenphase); n. a. = nicht ausgetragen; a. K. = andere Kategorie; WG (Weltgruppe); PO (Play-off) = Auf- und Abstiegsrunde im Fed Cup; K1, K2, K3 = Teilnahme in der Kontinentalgruppe I, II, III im Fed Cup.
Anmerkung: Diese Statistik berücksichtigt alle Ergebnisse im Einzel, so wie es auf der WTA-Seite steht. Dargestellt sind nur WTA-Turniere der Kategorie Tier I (bis 2008) bzw. die WTA-Turniere der Kategorien Premier Mandatory und Premier 5 (seit 2009).

### Nummer 1 der Welt
| Rang                    | Tennisspielerin     | Wochen |
| ----------------------- | ------------------- | ------ |
| 1.                      | Steffi Graf         | 377    |
| 2.                      | Martina Navratilova | 332    |
| 3.                      | Serena Williams     | 319    |
| 4.                      | Chris Evert         | 260    |
| 5.                      | Martina Hingis      | 209    |
| 6.                      | / Monica Seles      | 178    |
| 7.                      | Iga Świątek         | 125    |
| 8.                      | Ashleigh Barty      | 121    |
| 9.                      | Justine Henin       | 117    |
| Stand: 14. Oktober 2024 |                     |        |

| Zeitraum                | Vorgängerin       | Nachfolgerin      | Wochen |
| ----------------------- | ----------------- | ----------------- | ------ |
| 20.10.2003 – 26.10.2003 | Kim Clijsters     | Kim Clijsters     | 1      |
| 10.11.2003 – 12.09.2004 | Kim Clijsters     | Amélie Mauresmo   | 44     |
| 13.11.2006 – 28.01.2007 | Amélie Mauresmo   | Marija Scharapowa | 11     |
| 19.03.2007 – 18.05.2008 | Marija Scharapowa | Marija Scharapowa | 61     |

## Einsätze im Fed Cup
Nicht nur bei den Olympischen Spielen von Athen vertrat Justine Henin die belgischen Farben, auch im Fed Cup kam sie mehrfach für ihr Land zum Einsatz. 1999 gab sie als 16-Jährige beim Auswärtsspiel der Belgierinnen in den Niederlanden in der Weltgruppe II ihr Fed-Cup-Debüt und steuerte mit Siegen über Miriam Oremans und Amanda Hopmans gleich zwei Punkte zum deutlichen 5:0-Sieg ihrer Equipe bei. Ein Jahr später wurde sie im Halbfinale der Weltgruppe I in den USA eingesetzt, wo sie gegen Monica Seles ihre einzige Niederlage im Einzel kassierte. 2001 sorgte sie zusammen mit Kim Clijsters für den ersten Triumph Belgiens in diesem Mannschaftswettbewerb, als sie in Madrid im Finale das russische Team um Nadja Petrowa und Jelena Dementjewa bezwangen. Nachdem sie auch 2002 und 2003 noch zum Einsatz gekommen war, konnte Henin ihrer Mannschaft in den beiden folgenden Jahren wegen Krankheit und Verletzungsproblemen nicht helfen.
2006 feierte sie in Lüttich bei der Neuauflage des Finales von 2001 ihr Comeback und verhalf dem belgischen Team mit Siegen über Petrowa und Dementjewa zum Einzug ins Halbfinale. Auf ihre Teilnahme dort verzichtete Henin nach anstrengenden Turnierwochen in Paris, Eastbourne und London, was Querelen zur Folge hatte, weswegen ihr Coach Carlos Rodriguez ihr Mitwirken in der Finalpartie gegen Italien zunächst infrage stellte. In Charleroi verpassten die Belgierinnen, die ohne die verletzte Kim Clijsters auskommen mussten, unglücklich den zweiten Fed-Cup-Sieg, als Henin im dritten Satz des entscheidenden Doppels an der Seite von Kirsten Flipkens mit einer Knieverletzung aufgeben musste. Mit Erfolgen über Flavia Pennetta und Francesca Schiavone hatte sie zuvor die Chancen ihrer Mannschaft auf den Gewinn des Teamwettbewerbs gewahrt.

## Wissenswertes
- Am 20. Oktober 2003 wurde Justine Henin als 14. Spielerin die Nummer 1 der Weltrangliste, einen Tag nach dem Turniersieg in Zürich löste sie ihre Landsfrau Kim Clijsters an der Spitze ab. Da Henin nicht zur Titelverteidigung in Linz antrat, tauschten die Belgierinnen sieben Tage später bereits wieder die Plätze – es war das erste Mal, dass eine Spielerin nur für eine Woche das Ranking anführte.
- Als vierte Spielerin der Turniergeschichte gewann Henin 2007 zum dritten Mal in Folge die French Open, ihr vierter Triumph im Stade Roland Garros binnen fünf Jahren. Wie schon im Jahr zuvor gab sie auf dem Weg zur ersten erfolgreichen Titelverteidigung in Paris seit Steffi Graf 1996 keinen Satz ab. Ein Turniersieg in Paris ohne Satzverlust war zuletzt Arantxa Sánchez Vicario 1994 gelungen.
- 2006 erreichte Henin die fünf großen Endspiele (Grand-Slam-Turniere und WTA Tour Championships) und folgte damit ihrem großen Vorbild Steffi Graf nach, die dies 13 Jahre zuvor als letzte Spielerin geschafft hatte.
- Nachdem die Wallonin 2001 in Berlin gegen Venus Williams ihren ersten Sieg über eine Top-Ten-Spielerin gefeiert hatte, kassierte sie gegen die Amerikanerin sieben Niederlagen in Folge (persönlicher Negativrekord), bevor sie diese Serie 2007 im Halbfinale der US Open stoppen konnte. Eine Runde zuvor hatte sie bereits Serena Williams bezwungen und damit als zweite Spielerin nach Martina Hingis beide Williams-Schwestern bei einem Grand-Slam-Turnier besiegen können.
- Im Alter von 15 Jahren und zwei Monaten wurde Henin jüngste belgische Meisterin aller Zeiten. Sie besiegte Dominique van Roost, die zu jenem Zeitpunkt unter den vierzig Besten der Weltrangliste notiert war.
- Die meisten Siege feierte Henin gegen Swetlana Kusnezowa, nach 16 der 18 Begegnungen mit der Russin verließ sie den Tennisplatz als Siegerin. Zwischen den Halbfinalniederlagen in Doha 2004 und in Berlin 2007 bezwang sie Kusnezowa sogar zehnmal in Folge.
- Gegen ihre Landsfrau Kim Clijsters musste Henin auf der WTA Tour am häufigsten antreten. Sie gewann zwölf von 25 Vergleichen, in den wichtigsten Matches konnte sich meist Henin durchsetzen. Sie entschied sieben von elf Endspielen und fünf der acht Aufeinandertreffen bei Grand-Slam-Turnieren für sich. Die drei Partien nach ihrem Comeback – in Brisbane, Miami und Wimbledon 2010 – gewann allerdings jeweils Clijsters[6]
- Nach der Halbfinalniederlage in Wimbledon gegen Marion Bartoli blieb Henin 2007 über ein halbes Jahr lang unbesiegt, bevor sie im Viertelfinale der Australian Open nach 32 Siegen in Serie Maria Scharapowa unterlag.
- Mit 35 in Folge gewonnenen Sätzen ist Justine Henin Rekordhalterin bei den French Open der Open Era. Nach dem Verlust des zweiten Durchgangs im Achtelfinale 2005 gegen Swetlana Kusnezowa gab sie keinen Satz mehr ab und übertraf die bis dahin von Steffi Graf und Arantxa Sánchez Vicario gehaltene Bestmarke von 26 Sätzen.
- Als Nummer 178 der Weltrangliste bestritt Henin ihr erstes Profiturnier im Mai 1999 in Antwerpen auf Sand, in ihrem Auftaktmatch siegte sie mit 6:2 und 6:1 gegen Lubomira Bacheva. Mit demselben Ergebnis bezwang sie im Finale die damalige Nummer 35 der Weltrangliste, Sarah Pitkowski, und gewann damit als fünfte Spielerin gleich ihr erstes Turnier auf der WTA Tour.
- Mit einer Dauer von 204 Minuten war das Endspiel 2007 in Madrid gegen Maria Scharapowa das längste Dreisatzfinale in der Geschichte der WTA Tour Championships und zugleich das längste Match in Henins Karriere. Allein das zwölfte Spiel im ersten Satz, das zehnmal über Einstand ging und in dem Henin sieben Satzbälle abwehrte, dauerte 22 Minuten.
- Nach ihrem Erfolg in Indian Wells stellte Henin am 22. März 2004 mit 7626 Punkten einen vorübergehenden Weltranglistenpunkterekord bei den Damen auf.
- Mit ihrem Jahresverdienst von 5.429.582 US-Dollar stellte Henin 2007 einen neuen Preisgeldrekord auf, obwohl sie mit den Australian Open eines der am höchsten dotierten Turniere des Jahres ausgelassen hatte. Als erste Spielerin überhaupt übertraf sie die Marke von fünf Millionen und den von Kim Clijsters gehaltenen Bestwert um fast genau eine Million US-Dollar.